# Флинт Марко (серия фильмов Сэма Рэйми)
Флинт Ма́рко (англ. Flint Marko) — персонаж из трилогии Сэма Рэйми о Человеке-пауке и фильма «Человек-паук: Нет пути домой», выходившего в рамках Кинематографической вселенной Marvel. Является адаптированной версией одноимённого злодея Marvel Comics, созданного Стэном Ли и Стивом Дитко. Роль Флинта Марко исполнил Томас Хейден Чёрч, который также озвучил персонажа в игре по фильму.
Марко дебютировал в качестве второстепенного антагониста в фильме «Человек-паук 3: Враг в отражении» 2007 года, где был представлен как мелкий преступник, состоявший в разводе с женой, от которой у него появилась на свет тяжело больная дочь. В попытках раздобыть деньги на её лечение, Флинт становится мелким грабителем, совершившим ряд преступлений вместе со своим напарником Дэннисом Каррадайном. Во время ограбления подпольного турнира по рестлингу, он случайно убивает Бена Паркера, после чего его сажают в тюрьму. Несколько лет спустя, совершив побег, Марко попадает на испытательный полигон, где, в результате взаимодействия с ускорителем частиц превращается в Песо́чного челове́ка (англ. Sandman). Впоследствии он выступает личным врагом для Человека-паука, узнавшего о причастности Марко к убийству его дяди. Не в силах помочь дочери из-за супергероя, Флинт заключает союз с Эдди Броком / Веномом, также желающим избавиться от Стенолаза. По окончании совместной битвы вместе с Веномом против Человека-паука и Нового гоблина, Марко извиняется перед Питером Паркером за смерть дяди Бена и получает прощение.
Чёрч получил смешанные, преимущественно положительные отзывы за роль Флинта Марко.

## Создание образа

### Кастинг и исполнение
«Злодеи с совестью печально осознают, кто они такие и принимают себя монстрами, которыми они стали — это и есть чувство сопережевания. Так что в конце подобных фильмов действительно возникает драматический резонанс, который получает отклик у зрителей».
Приступив к работе над фильмом «Человек-паук 3: Враг в отражении», Сэм Рэйми выбрал Песочного человека в качестве главного антагониста картины, поскольку режиссёр хотел зрелищно визуализировать его способности на большом экране. В то время как в комиксах Песочный человек являлся обычным преступником, сценаристы переосмыслили его предысторию, сделав Флинта Марко убийцей Бена Паркера, чтобы усилить вину Питера Паркера в произошедшей трагедии и дать главному герою возможности посмотреть на неё под другим углом. Сам режиссёр описал фильм как историю Питера Паркера, Мэри Джейн Уотсон, Гарри Озборна и Песочного человека, а центральной темой картины — прощение. При этом Чёрч не хотел, чтобы Флинт Марко выглядел как «актёр, который всё время проводит в спортзале», вместо этого его персонаж должен был походить на человека, что «на протяжении пяти лет поднимал тяжести в тюремном дворе».
Рэйми предложил Томасу Хейдену Чёрчу роль Флинта Марко после просмотра фильма «На обочине» 2004 года, за которую актёр получил широкое признание критиков. Чёрч согласился принять участие в проекте, несмотря на отсутствие сценария на тот момент. По мнению актёра, Филнт Марко вызывает у зрителей симпатию, сравнимую с эмоциональным откликом на персонажей Лона Чейни-младшего, в частности он выделил чудовище Франкенштейна, Голема, а также Голлума и Кинг-Конга в исполнении Энди Серкиса. В течение 16 месяцев Чёрч приводил себя в физическую форму, набрав 28 фунтов мышечной массы и потеряв 10 фунтов жира.
В результате пандемии COVID-19, Чёрч не смог вернуться к роли персонажа в фильме «Человек-паук: Нет пути домой» (2021), однако ему удалось озвучить его для фильма. Сам персонаж на протяжении всей картины ходил в песчаной форме. В сцене, где Марко возвращается к своему человеческому обличью были использованы архивные кадры из фильма «Человек-паук 3: Враг в отражении».

### Визуальные эффекты

Песочный человек сражается с Человеком-пауком в фильме «Человек-паук 3: Враг в отражении» (2007).

Для визуализации способностей Песочного человека команда специалистов по спецэффектам из «Sony Pictures Imageworks» провели эксперименты с двенадцатью типами песка, такие как: распыление, обстрел каскадёров и перебрасывание через уступы. Результаты каждого эксперимента воспроизводились на компьютере. В сценах с участием Томаса Хейдена Чёрча, актёр снимался на фоне синих и зелёных экранов, с последующим добавлением компьютерной графики. Когда песок предназначался для погребения других персонажей, вместо него использовались кукурузные початки. Из-за внешнего сходства с початками специалисты использовали песок из Аризоны. Во время драки в инкассаторском фургоне, когда Человек-паук пробивает насквозь тело Песочного человека, роль супергероя исполнил эксперт по боевым искусствам Бакстер Хамби, у которого была ампутирована правая рука. По словам продюсера картины, Лоры Заскин, во многом из-за демонстрации способностей Песочного человека бюджет картины на визуальные эффекты вырос на 30 %, по сравнению с предыдущим фильмом.

### Анализ личности
По мнению Томаса Хейдена Чёрча, исполнителя роли Флинта Марко, его персонаж — трагичен и имеет чёткую цель, идущую вразрез с благими намерениями Человека-паука. В сцене «рождения Песочного человека» актёр и специалисты по визуальным эффектами намеревались передать драму без слов, когда Марко пытается подобрать медальон с фотографией дочери, но в этот момент его рука рассыпается на песчинки. Ко всему прочему, в данном эпизоде у персонажа отсутствуют глаза и человеческое выражение лица. Чёрч отметил, что «Песочный человек — злоба», которую Флинт Марко не может контролировать, сравнив влияние способностей с воздействием симбиота на разум Питера Паркера и Эдди Брока.

## Роль в фильмах

### Становление Песочным человеком
Сбежав из тюрьмы, Флинт Марко навещает свою семью, в поисках укрытия, однако его бывшая жена просит его покинуть квартиру. Флинт встречается с тяжело больной дочерью Пенни, которая дарит ему медальон со своей фотографией. Он обещает раздобыть деньги на её лечение и уходит. Будучи преследованным полицейскими, Марко попадает на испытательный полигон, где, в результате запуска ускорителя частиц, в его организм попадает песок, который полностью меняет структуру его тела. Физическая оболочка Марко распадается, однако затем он возвращает своё прежнее обличие и решает использовать полученные способности по управлению песком, чтобы найти деньги для лечения Пенни.
В день, когда Человеку-пауку должен был быть вручён ключ от города, Флинт совершает нападение на инкассаторскую машину, однако, пролетая по городу в форме песчаной бури он привлекает внимание Человека-паука, который вступает с ним в бой. Марко удаётся избавиться от супергероя и скрыться. Некоторое время спустя, он грабит банк, после чего пытается скрыться в метро. Человек-паук, находясь под воздействием инопланетного существа, обвиняет Флинта в убийстве Бена Паркера, а затем яростно избивает. Марко, казалось бы, погибает, будучи смытым в канализацию.
Впоследствии Песочный человек восстанавливает прежнюю форму и сталкивается с похожим на Человека-паука существом, которым оказывается Эдди Брок, подобравший чёрный костюм. Тот предлагает Флинту объединить усилия по устранению их общего врага, на что Марко соглашается. Они берут в заложники девушку супергероя, Мэри Джейн Уотсон, заманив Человека-паука на строительную площадку, где практически убивают его, однако на помощь ему прибывает Новый гоблин. Марко терпит поражение, когда снаряды Гоблина подрывают его в образе песочного колосса. Со смертью Венома Флинт извиняется за свои преступления перед Питером Паркером, в частности за смерть его дяди, произошедшей по случайности: в то время как его напарник Дэннис Керрадайн совершал ограбление, Флинт должен был добыть машину. Он держал Бена Паркера под дулом пистолета, но, когда Керрадайн застал его врасплох, нечаянно нажал на спусковой крючок. Потрясённый случившимся, Флинт сдался полиции. Узнав о трагической судьбе Марко и обстоятельствах смерти дяди, Питер прощает его, позволяя бывшему врагу уйти с миром.

### Перемещение в другую реальность
Из-за прерванной попытки Доктора Стивена Стрэнджа наложить заклинание и восстановить секретную личность Питера Паркера из другой реальности, Флинт Марко попадает в новую вселенную. Увидев Человека-паука, сражающегося с Максом Диллоном (Электро), помогает Питеру победить его. После небольшого разговора, Питер помещает Флинта и Диллона в магическую камеру Санктума Санкторума вместе с другими суперзлодеями, прибывшими из альтернативных реальностей. Приведя Нормана Озборна в Санктум Санкторум, Флинт рассказывает ему и Питеру, что Зелёный гоблин, как и Доктор Отто Октавиус погибли, сражаясь с Человеком-пауком. В это время возвращается Доктор Стрэндж и с помощью особого кубического артефакта собирается отправить злодеев обратно в их вселенные, однако понимая, что Стрэндж отправляет их на верную гибель, Питер отбирает волшебный куб у Стрэнджа и оставляет того в Зеркальном измерении, сообщая Стрэнджу, что должен попробовать помочь злодеям.
Приведя злодеев в квартиру Хэппи Хогана, Питер решает начать с Доктора Октавиуса. При этом Флинт и Диллон обсуждают, как они обрели свои суперспособности. Позже, Флинт удивляется тому, что Питеру удалось вылечить Доктора Октавиуса от его недуга и хочет побыстрее вернуться домой в свою вселенную. Вскоре, Зелёный гоблин берёт верх над Озборном и убеждает других злодеев не отказываться от своих способностей. Флинт, вместе с другими злодеями, сбегает из квартиры, оставляя Питера сражаться с Гоблином.
Позже Марко помогает Электро и Курту Коннорсу (Ящеру) в борьбе с Человеком-пауком, но версия Человека-паука из его вселенной полностью излечивает Марко от его способностей, возвращая Флинта в обычное человеческое состояние. Когда Доктор Стрэндж накладывает новое заклинание, заставляя всех забыть о существовании Питера Паркера, Марко, вместе с другими злодеями возвращается в свою вселенную.

## В других медиа
Чёрч вернулся к роли Песочного человека в игре «Spider-Man 3». Он появляется в стартовой катсцене, где также попадает в зону испытания ускорителя частиц и приобретает способность управлять песком. Впоследствии Человек-паук в чёрном костюме выслеживает ограбившего банк Марко и вступает с ним в бой в метро и смывает в канализацию. В отличие от фильма, здесь Песочный человек объединяется с Веномом, когда последний угрожает убить его дочь. В финальной миссии Марко выступает боссом для Нового гоблина, приняв облик песочного колосса. После смерти Венома, Флинт воссоединяется со своей дочерью и просит прощения у Человека-паука за причинённое ему зло.
Песочный человек, смоделированный по образу Чёрча из фильма 2007 года появляется в игре «Spider-Man: Friend or Foe» 2007 года, где его озвучил Фред Таташор. В этой альтернативной временной шкале, где все злодеи из фильмов о Человеке-пауке пережили свою смерть, Песочный человек присутствует во время их совместной попытки убить Человека-паука в заставке игры. Покушение срывает Новый гоблин, который бросает в Марко бомбы, в результате чего тот взрывается и даёт героям выиграть время для контратаки. После битвы на группу нападает рой фантомов, и злодеи, включая Песочного человека, внезапно телепортируются в другое место, в то время как Человека-паука спасает Щ.И.Т. Затем Флинту промывает мозги таинственная фигура, стоящая за фантомами и отправляет его в Каир, чтобы тот заполучил один из осколков метеора, использовавшийся для создания фантомов. Победив Песочного человека, Человек-паук уничтожает амулет, который контролировал разум злодея, после чего тот присоединяется к его команде и становится играбельным персонажем до конца игры.

## Критика
Актёр Томас Хейден Чёрч получил смешанные, преимущественно положительные отзывы от критиков и зрителей за исполнение роли Флинта Марко / Песочного человека. Entertainment Weekly поместил Песочного человека на 8-е место среди «лучших персонажей, созданных на компьютере». Screen Rant назвал Песочного человека и Доктора Осьминога лучшими злодеями трилогии. В 2020 году Collider поместил его на 5-е место в списке «величайших злодеев фильмов о Человеке-пауке».
Кинокритик Роджер Эберт, который поставил «Врагу в отражении» две звезды из четырёх, отметил, что Чёрч не смог отразить чувства Песочного человека касательно обретения суперспособностей, в отличие от Альфреда Молины в роли Отто Октавиуса, сыгравшего с «двойной отдачей». Сара Эль-Махмуд из Cinema Blend поместила его на 5-е место среди «злодеев, вернувшихся в „Нет пути домой“», посчитав его самым слабо проработанным персонажем из всех антагонистов фильмов.